# Priboj (Vladičin Han)
Pour les articles homonymes, voir Priboj (homonymie).
Priboj (en serbe cyrillique : Прибој) est un village de Serbie situé dans la municipalité de Vladičin Han, district de Pčinja. Au recensement de 2011, il comptait 294 habitants.

## Démographie
| 1948 | 1953 | 1961 | 1971 | 1981 | 1991 | 2002 | 2011 |
| ---- | ---- | ---- | ---- | ---- | ---- | ---- | ---- |
| 536  | 532  | 478  | 359  | 334  | 391  | 392  | 294  |

|  |